# Jacques Duclos
Jacques Duclos (Louey, Altos Pirenéus, 2 de outubro de 1896 – Paris, 25 de abril de 1975) foi um estadista francês. Orientou e organizou a resistência do Partido Comunista Francês durante a Segunda Guerra Mundial.
Foi galardoado com a Ordem de Lenine em 1971.